# 小宮雄一郎
小宮 雄一郎（こみや ゆういちろう、1992年11月16日 - ）は、日本の男子バレーボール選手。

## 来歴
埼玉県新座市出身。高校の監督に誘われてバレーボールを始める。
西武学園文理高等学校、日本体育大学を経て、2014年、V・プレミアリーグ（当時1部リーグ）に所属する東レアローズの内定選手となった。
2015年、大学を卒業して東レに入団。そして、その年に、日本代表登録メンバーに選出された。
一方、東レの方では、激しいポジション争いで出場に恵まれなかった。その中でも、ムードメーカーとして存在感を出した。
2018年にV1リーグのパナソニックパンサーズ（現・大阪ブルテオン）に移籍。
2022年5月12日、日本代表登録メンバーに追加で選出されたと発表された。ベンチ入りメンバーにはならなかったものの、ネーションズリーグの登録メンバーに名を連ねた。
2023年7月21日、練習中に左足を負傷し、左膝内側側副靱帯損傷、前十字靭帯損傷、大腿骨外顆骨挫傷と診断され、全治12か月の長期離脱となった。
2025年4月、2024-25シーズン限りでの現役引退が発表された。

## 球歴
- 日本代表 - 2015年、2022年

## 所属チーム
- 西武学園文理高等学校
- 日本体育大学
- 東レアローズ（2015-2018年） #19
- パナソニックパンサーズ/大阪ブルテオン（2018-2025年） #22